# Irene Ng
Irene Ng (Sze Ng (敏黃); ur. 30 lipca 1974 w Penang) – malezyjsko-amerykańska aktorka.
Występowała w roli Shelby Woo z serialu obyczajowego Nickelodeon – Tajemnicze archiwum Shelby Woo, który nadawany był w latach 1996–1998.

## Życiorys

### Życie prywatne
Irene Ng przeprowadziła się z Malezji do Allentown w stanie Pensylwania w 1989 roku wraz z rodzicami, siostrą i bratem. Uczęszczała do szkoły Allentown's William Allen High School. W wieku 16 lat została odkryta przez agentów telewizyjnych, kiedy zwyciężyła w konkursie piękności w Pensylwanii.

### Kariera
Ng wystąpiła w serialach telewizyjnych jak Wszystkie moje dzieci, Tajemnicze archiwum Shelby Woo i Figure It Out, Prawo i porządek i Aniołek z piekła rodem. Pojawiła się także w różnych filmach jak: Klub szczęścia oraz Pomiędzy niebem a ziemią Olivera Stone’a.
Ng jest absolwentką Uniwersytetu Harvarda. Przez siedem lat pracowała w banku Merrill Lynch. Obecnie jest dyrektorką przedszkola Mencius Mandarin w Greenwich, Connecticut.
26 lipca 2008 roku wzięła ślub z Davidem Rosa. Para ma dwoje dzieci i obecnie mieszka w Greenwich.

## Filmografia
- 1999: Tydzień przed dyplomem jako Cathy
- 1999: Spekulant jako Bonnie Lee
- 1996–1998: Tajemnicze archiwum Shelby Woo jako Shelby Woo
- 1993: Klub szczęścia jako piętnastoletnia Lindo
- 1993: Pomiędzy niebem a ziemią jako torturowana dziewczyna

i inne